# Народна латина
Народна латина, відома також як «вульгарна латина» і про́ста мова/про́ста балачка (лат. sermo vulgaris) — розмовний різновид латинської мови, поширений в Італії, а пізніше і в інших провінціях Римської імперії.

## Значення терміна
Термін «народна» або «вульгарна латина» може вживатися в різних значеннях. Він може означати:
- Розмовну латинську мову Римської імперії;
- Розмовну латину пізньоримського часу, що стала основою романських мов;
- У вужчому сенсі протороманську мову Західної Романії, тобто прамову тих мов, що були поширені на північний захід від ізоглоси Лінія Спеція-Ріміні у Франції та на Іберійському півострові, а також романських мов у Північній Африці.
- У ширшому сенсі, що виходить за рамки мовознавства, народною латиною називають інновації пізньоантичних текстів від II ст., які відрізняються від класичної латини.

## Прамова романської групи
Саме народна латина (а не класична латинська мова) є безпосереднім предком романських мов. З іншого боку, не у всіх регіонах її поширення нині існують романські мови. Свого найбільшого географічного поширення народна латина досягла в III столітті н. е., в період максимального розширення кордонів Римської імперії. З кінця III, і особливо між V і XV століттями, під час Великого переселення народів, мовні межі народно-латинського (романського) ареалу в регіонах так званої Старої Романії істотно скоротилися. Так, в Північній Африці народна латина була повністю витіснена арабською мовою, а в Британії — германськими говірками (правда, народна латина зробила значний вплив на місцеві кельтські мови). Регіони, де латинська мова поступово зникла (Паннонія, Іллірія, Британія, Римська Германія, Римська Африка), отримали назву Романія Субмерса /Romania Submersa.

## Історія

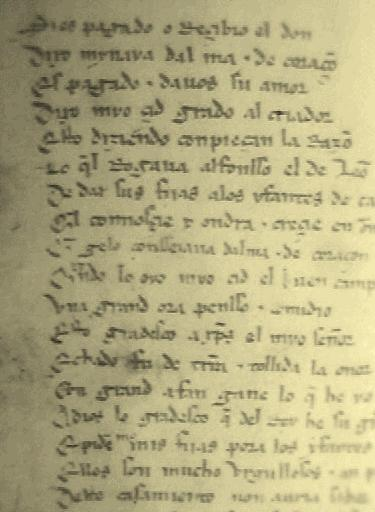
Cantar de Mio Cid (Пісня мого Сіда) є найбільш раннім текстом іспанською мовою.

Як окремий період в історії латинської мови виділяється пізня латина, хронологічними межами якої є III—VI століття — епоха пізньої імперії та виникнення, після її падіння, варварських держав. У 313 р. імператор Костянтин видає Міланський Едикт, який ставить християнство у рівне положення з іншими віросповіданнями. З'являється християнська література латинською мовою — Єронім (348—420), Августин (354—430). У IV—V століттях юристи не мали інтелектуальної самостійності: надто великим був авторитет наукової спадщини їхніх попередників. Вони вносили зміни в праці класиків, які продовжували служити навчальною літературою. Під час правління Юстиніана (527—565) була відроджена на державному рівні юридична культура та юридична освіта. За Юстиніана була здійснена кодифікація права, тексти якої у Західній Європі вивчалися як Corpus iuris civilis (звід цивільного права). До нього входив офіційний підручник Inststutions (532 р.), складений на підставі «Інституцій» Гай, Флорентіна, Маріана, Ульпіна та інших елементарних творів; антологія творів класиків Digesta (530—533), які були та лишаються не лише пам'яткою історії права, але й літератури і естетики, збірник імператорських конституцій — Codex (вступив у силу в 534 р.). В епоху розквіту феодалізму, коли національні держави ще не сформувалися, а національні мови не зміцніли, латинська мова виступала на Заході в ролі літературної мови. Дуже важливий для історії латинської мови матеріал встановлюється за допомогою порівняльно-історичного методу, що стало можливим лише в XIX ст. . з розвитком історичного мовознавства. 3 розпадом античного суспільства, падінням Римської імперії (476 р.) і формуванням нових народів латинська народно-розмовна мова дає початок романським мовам: італійській, французькій, іспанській, португальській, румунській та ін. Хоча у той час латинська мова перестала служити засобом спілкування певного народу загалом, але продовжувала зберігатися як письмова — мова науки, частково літератури й офіційних актів. У такій функції латинська мова вийшла далеко за межі колишньої Римської імперії. У творах письменників цієї пори — переважно істориків і християнських богословів — можна натрапити на багато морфологічних та синтаксичних явищ, що готують перехід до нових романських мов. Як історичне джерело, зберегли своє значення твори Аммана Марцелліна (330—400 рр. н. е.), св. Ієроніма (348—420 рр. н. е.), св. Августина (354—430 рр. н. е.).
Вульгарна латина розвивалася по-різному в різних провінціях Римської імперії; з неї поступово виникали різні романські мови.
813 року Турський собор постановив для священиків Франкської Імперії читати проповіді серед вірян зрозумілими для них місцевими рідними говірками, зокрема rusticam Romanam linguam, тобто «сільською романською мовою» для ареалів проживання романського населення та linguam Theodiscam, тобто «німецькою мовою» — для ареалів проживання германського населення, оскільки пересічний романський люд(не кажучи про зовсім чужих за мовою германців) вже не міг зрозуміти латину, якою написана Біблія. Майже через 30 років після постанови Турського Собору, тобто через життя одного покоління, «Присяги в Страсбурзі» (842), за суттю — угоди між онуками Карла Великого, між Карлом Лисим та Людвігом Німецьким, були проголошені й записані мовою, яка вже була відмінною від латинської. Так, дійсно, в проміжку часу між восьмим і десятим століттями нашої ери на території колишньої Західної Римської імперії латина вже перестала бути загальною зрозумілою мовою спілкування. Дослідник М. Banniard на основі ретроспективної соціолінгвістичної праці наводить з цього приводу наступні дати:
| Регіон                     | Коли населення перестало розуміти латину |
| -------------------------- | ---------------------------------------- |
| Північна Франція           | 750—800 роки                             |
| Південна Франція           | 800—850 роки                             |
| Мосарабська Іспанія        | 850—900 роки                             |
| Північна/Центральна Італія | 900—950 роки                             |
| Південна Італія            | Важко встановити однозначні часові рамки |
| Північна Африка            | 750—800 роки                             |

Еволюція народної латини
Можна знайти докази для цих змін в Appendix Probi, в збірці тлумачень, яку датують III століттям, що прописують поряд з правильними формами класичної латини також й деякі форми вульгарної. Ці тлумачення описують: Процес приглушення, втрату ненаголошених голосних (MASCVLVS — MASCLVS);
Редукція /е/ та /і/, колись силабічний /j/ (VINEA NON VINIA);
Вирівнювання відмінностей між /o/ й /u/ (COLVBER NON COLOBER) й /e/ та /i/ (DIMIDIVS NON DEMEDIVS);
Регуляризація неправильної форми (GLIS NON GLIRIS);
Регуляризація та акцент гендерних форм (PAVPER MVLIER NON PAVPERA MVLIER);
Вирівнювання відмінностей між /b/ та /v/ між голосними (BRAVIVM NON BRABIVM);
Заміна зменшувальних для слів без розпізнавальних знаків (AVRIS NON ORICLA, NEPTIS NON NEPTICLA);
Втрата носових, які знаходяться в кінцевому складі (MENSA NON MESA), або неналежне вставлення носових (FORMOSVS NON FORMVNSVS) у формі гіперкорекції.
Лексика 
Деякі слова класичної латини були замінені лексикою з народної латини. Наприклад, класичне Equus (кінь) замінене на caballus (шкапа). Часто слова класичної латини, запозичені народною латиною за пізніших часів, поряд з більш просунутими формами передаються у спадок. Очікувані фонетичні зміни (або їхня відсутність) є свідчення того, що одна з форм була запозичена. Наприклад, fungus (гриб), знахідний відмінок fungum в народній латині став fongus. Пізніше це слово перетворилося на італійський fungo, каталонський fong, португальський fongo та іспанський hongo. Крім того, народна латина Західної Римської імперії всотала чималий пласт слів з германських мов, які замінили слова класичної латини. Наприклад:
TURBAS → fulcos (ватага);
CEMENTARIIS → mationibus (мулярі);
NON PERPERCIT → non sparniavit (не зберігати);
GALEA → helme (шолом);
Albus -> blancus (білий, від германського blank — світлий, сяючий);
Bellum -> guerra (війна, від германського werra — зброя);
Flavus -> blundus(жовтий, від германського blund — жовтавий);
Hortus -> gardinus (сад, від германського gardo).
Silva -> buscus (ліс, від германського busk)

Деякі слова класичної латини в «народному» варіанті змінили своє первісне значення:
IN ORE → in bucca (bucca(щока) класичної латини перетворилася на рот (Os));
ROSTRUM → beccus (beccus (законопроєкт) класичної латини перетворився на трибуну (rostrum));
ISSET → ambulasset (isset(пройшло, минуло) класичної латини перетворилося на шлях (ambulasset));
MILITES → servientes (milites, «воїни, солдати» класичної латини перетворилися на службовців (servientes));
LIBEROS → infantes (infantes(немовлята) в народній латині стали діти (liberos)).

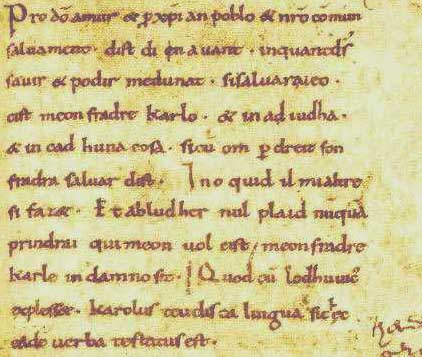
Витяг присяги, раніше текст французькою мовою

## Приклади
Першими від загального народно-латинського ареалу Римської імперії відкололися носії так званої балканської латини, які продовжували населяти Римську Дакію (нині Трансильванія), яку римська адміністрація офіційно залишила в 271 році. Так почався процес становлення сучасної румунської мови.